# 翁布莱兹
翁布莱兹（法語：Omblèze，法語發音：[ɔ̃blɛz]）是法国德龙省的一个市镇，属于迪镇区。

## 地理
翁布莱兹（44°51'8"N, 5°13'7"E）面积44.92 平方千米，位于法国奥弗涅-罗讷-阿尔卑斯大区德龙省，该省份为法国东南部内陆省份，北起顺时针与伊泽尔省、上阿尔卑斯省、上普罗旺斯阿尔卑斯省、沃克吕兹省和阿尔代什省接壤。
与翁布莱兹接壤的市镇（或旧市镇、城区）包括：布旺特、勒沙法勒、埃格吕-埃斯库兰、莱昂塞勒、普朗德拜、圣朱利安昂坎。

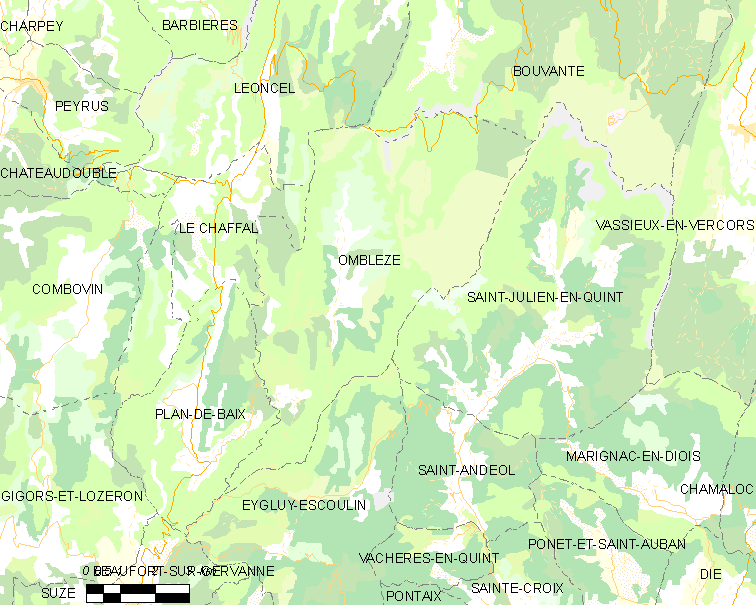
翁布莱兹的OSM定位图

翁布莱兹的时区为UTC+01:00、UTC+02:00（夏令时）。

## 行政
翁布莱兹的邮政编码为26400，INSEE市镇编码为26221。

## 政治
翁布莱兹所属的省级选区为克雷县。

## 人口

1962-2008年间翁布莱兹人口变化图示

翁布莱兹于2022年1月1日时的人口数量为60人。